# Cura (culinária)
A cura é uma forma de conservação de alimentos, principalmente carne, peixe e queijo, em que se usa o sal-de-cozinha para evitar a sua deterioração por bactérias. Por outro lado, quando o alimento seca, depois do tratamento com sal, quer simples, quer em combinação com o uso de açúcar, condimentos ou fumagem, a carne curada fica com características totalmente diferentes da carne crua ou cozinhada. Os principais produtos obtidos pela cura de carnes são o presunto e vários tipos de fiambre, e os embutidos, em que a carne, antes ou depois da cura, é metida numa tripa natural preparada para isso, ou num cano de material sintético, por vezes de origem animal (colágeno). 